# Isaac de Jouderville

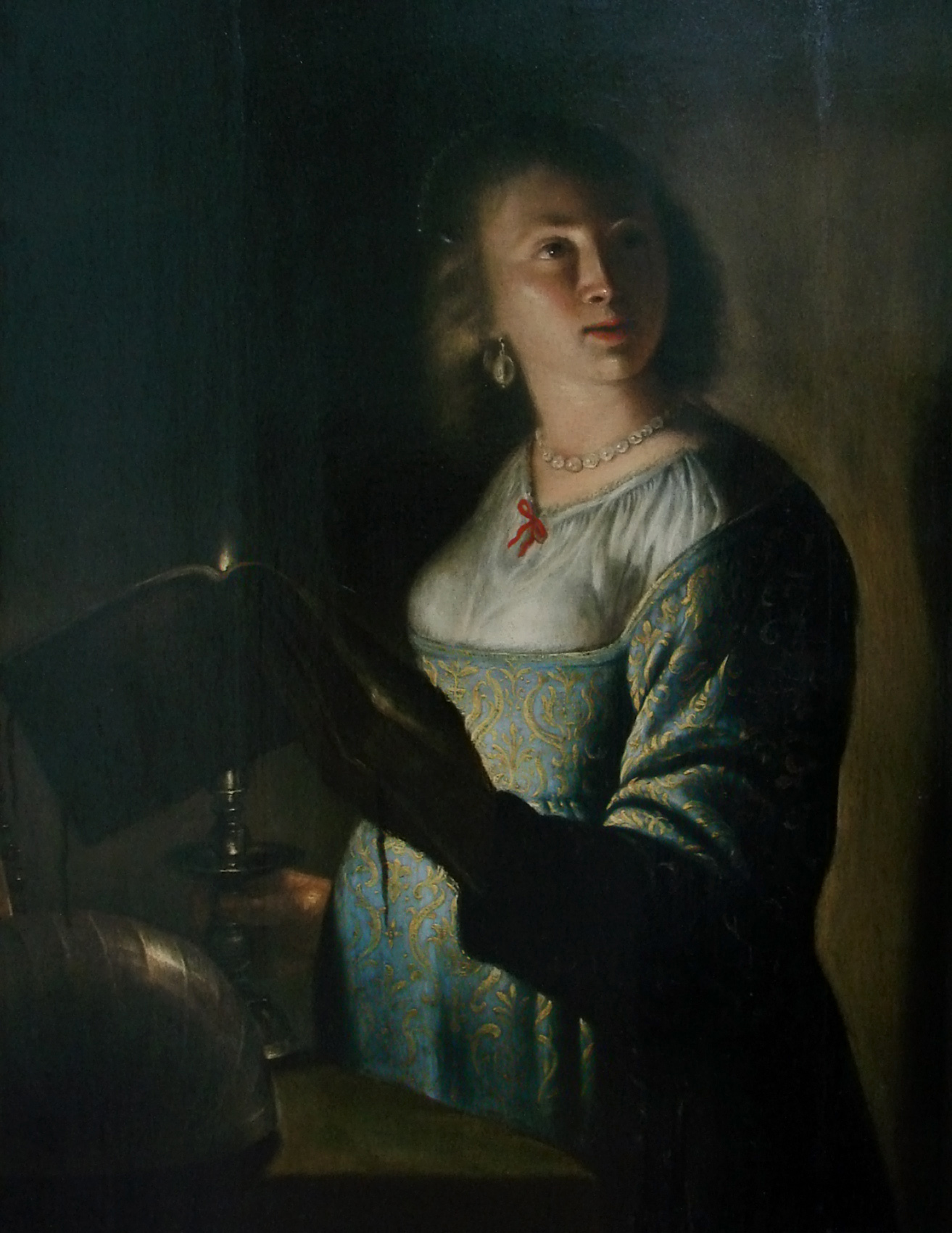
Anoniem (toegeschreven aan Isaac de Jouderville). Portret van een jonge vrouw. Rijsel, Museum voor Schone Kunsten

Isaac de Jouderville, zijn naam werd op uiteenlopende wijze gespeld (Leiden, ca. 1612 – Amsterdam, tussen 1645 en 1648) was een Nederlands schilder en graficus behorend tot de Hollandse School. De Jouderville was de tweede leerling van Rembrandt van Rijn.
Hij was zoon van de uit Metz afkomstige Isaac Joudreville en zijn vrouw Magdalena Jansdochter. Zijn vader was uitbater van de succesvolle herberg De Drie Haringen, op de hoek van het Noordeinde en het Rapenburg in Leiden. Hier werd Isaac in 1612 of 1613 geboren. Niet ver van zijn ouderlijk huis, aan de Weddesteeg, woonde Rembrandt van Rijn. Op 1 januari 1630 ging De Jouderville bij hem in de leer. Hij was Rembrandts tweede leerling; zijn eerste leerling was Gerard Dou. Omdat zijn ouders inmiddels waren overleden, stond De Jouderville op dat moment onder voogdijschap van de dominees Cornelis van Tethrode en Daniel Gisius. Uit bewaard gebleven kwitanties blijkt dat zij het halfjaarlijks lesgeld aan Van Rijn betaalden. Op 26 april 1632 schreef hij zich in als student filosofie aan de 'Leidsche Hoogeschool' als kostganger bij ene Janneke Joosten. Veel schilders schreven zich destijds in als student om vrijgesteld te worden van belasting.
Op 8 februari 1636 trouwde hij met Maria le Fevre. Met haar kreeg hij minstens vier kinderen: twee zoons en twee dochters. In mei/juni 1641 verhuisde hij van de Breestraat in Leiden naar de Polstraat in Deventer en in 1643 verhuisde hij naar Amsterdam. Na 1645 is niets meer bekend van De Jouderville. Toen zijn dochter Marike op 29 juli 1659 trouwde met Frederik de Moucheron (vader van Isaac de Moucheron), waren haar ouders inmiddels overleden. Zijn oudste dochter trouwde met de schilder Abraham de Rijp.
- Biografisch Portaal: 48188323
- International Standard Name Identifier: 0000 0004 3658 1660
- KulturNav: 28dafaca-fc02-4093-962f-6faffedff599
- Nederlandse Thesaurus van Auteursnamen: 372468659
- RKD-Nederlands Instituut voor Kunstgeschiedenis: 42972
- Union List of Artist Names: 500017627
- Virtual International Authority File: 310526171
- WorldCat: E39PBJkhJKdgXtyMV3MPJC3JDq